# Prímás (püspök)

Általános sablon az érseki prímási címer felépítéséhez

A prímás egyes keresztény egyházak bizonyos püspökei által viselt cím vagy hivatal, amely esetenként csak tiszteletbeli elsőbbséget jelent, máskor valamely irányítási hatalmat is jelöl. A 9. században keletkezett pszeudo-izidori dekretális hamisítványgyűjtemény szerint primáciát kell alapítani, ha valahol egy nagyszámú nép tér a hitre. Magyarországon a prímás a római katolikus egyházban, az ország első főpapja, aki érseki méltóságú, joghatósága alá tartozik az ország egész klérusa. A hercegprímási cím nem egyházi, hanem politikai rang volt. Magyarországon az esztergomi érsek prímási méltóságának hercegprímási jellegét az egyes címek és rangok megszüntetéséről szóló 1947. évi IV. törvény szüntette meg, 1951-ben XII. Piusz pápa egyháza összes főpapját eltiltotta a világi címek és rangok használatától, így az egyházon belül a hercegprímási cím megszűnt.

Erdő Péter bíboros, Magyarország prímásának címere

## Római katolikus egyház
A római katolikus egyházban a prímás olyan érsek (ritka esetben más főpap), akinek saját főegyházmegyéjén túl más főegyházmegyékre (tipikusan egy nemzeti egyházra) kiterjedő joghatósága van. A prímás általánosságban csak tiszteletbeli elsőbbséggel rendelkezik, ám egyes esetekben pápai kiváltság vagy jóváhagyott jogszokás alapján konkrét kormányzati hatalommal is bírhat.

### Magyarországon
Magyarország prímása a mindenkori esztergom-budapesti érsek (korábban esztergomi érsek). 1239-ben IV. Béla király oklevelében említi, hogy „a szent esztergomi egyház... Magyarország minden székesegyháza felett prímásként áll ékesen...”. A primácia tényleges elismerése azonban csak a 14. század végén történt meg. IX. Bonifác pápa „az apostoli szentszék született követének” méltóságával tüntette ki 1394-ben Kanizsai János érseket és prímási jogokkal ruházta fel. A pápai engedély csak Kanizsai érsek személyének szólt, de 1452-ben V. Miklós pápa Szécsi Dénesnek újra megadta a kalocsai érsek feletti joghatóságot.
1714-ben III. Károly császár Keresztély Ágost esztergomi érseket és minden utódját a prímási székben birodalmi hercegi címmel ruházta fel, attól kezdve viselte az esztergomi érsek a hercegprímási címet. A cím adományozásáért az Országgyűlés az 1715. évi II. törvénycikkben köszönetet szavazott meg  a királynak. Ez a rang 1806-ban a Német-római Birodalom felbomlásával gyakorlatilag megszűnt. 1947-ben az egyes címek és rangok megszüntetéséről szóló törvény a használatát megtiltotta, 1951-ben pedig XII. Piusz pápa hivatalosan is eltörölte a címet. 
2003 óta a prímás Erdő Péter bíboros. Magyarország prímásának tiszteletbeli jogai közé tartozik, hogy az egész országban maga előtt vitetheti az apostoli keresztet, illetve hogy a bíborosi jelvényeket bíborosi kinevezése előtt is viselheti. Magyarország prímása ugyanakkor bizonyos konkrét egyházi hatalommal is bír: nemzeti zsinatot hívhat össze és azt vezetheti, képviselheti a magyar katolikus egyházat a Szentszék és a magyar állam felé, valamint érseki bíróságán kívüli bírói hatáskörrel is rendelkezik. Korábban a prímás volt a püspöki konferencia mindenkori elnöke is, ám ez a gyakorlat 1990-ben megszűnt, és a püspöki konferencia elnöke választott pozícióvá vált.
A pápa mint a Római egyházmegye püspöke, egyben az olasz katolikus egyház prímása is.

## AzElső vatikáni zsinatáltal megerősített katolikus prímások
- Salzburg, Németország és Ausztria prímása
- Antivari, Szerbia és Montenegró prímása
- Salerno, Nápolyi Királyság prímása
- São Salvador da Bahia, Brazília prímása
- Gniezno, Lengyelország prímása
- Tarragona, Spanyolország prímása
- Esztergom, Magyarország prímása
- Mechelen, Belgium prímása
- Armagh, Írország teljes területének prímása